# 卡瓦隆伊什
卡瓦隆伊什是葡萄牙布拉加区的一个堂区。总面积4.33平方公里，总人口1465人，人口密度338.3人/平方公里。